# Хэндлинг, Дэнни
Дэ́нни Хэ́ндлинг (англ. Danny Handling; 6 февраля 1994, Эдинбург, Шотландия) — шотландский футболист. Нападающий шотландского клуба «Дамбартон».

## Карьера
Воспитанник академии «Хиберниана». Дебютировал в основном составе 14 мая 2011 года, выйдя на замену в матче против «Абердина». На тот момент ему было 17 лет и 97 дней, таким образом он стал одним из самых молодых футболистов сыгравших за «Хиберниан». В том же году подписал новый контракт с клубом. В марте 2012 года был отдан в аренду в «Бервик Рейнджерс», забив там семь голов в семи встречах. 26 октября 2012 года забил свой первый гол за «Хиберниан».